# هيثر روبرتسون
هيثر روبرتسون (بالإنجليزية: Heather Robertson)‏ (19 مارس 1942 - 19 مارس 2014 في كندا)؛ صحفية وروائية كندية.